# Snowboard vid olympiska vinterspelen
Snowboard har varit olympisk sport sedan olympiska vinterspelen 1998 i Nagano, Japan.

## Grenar

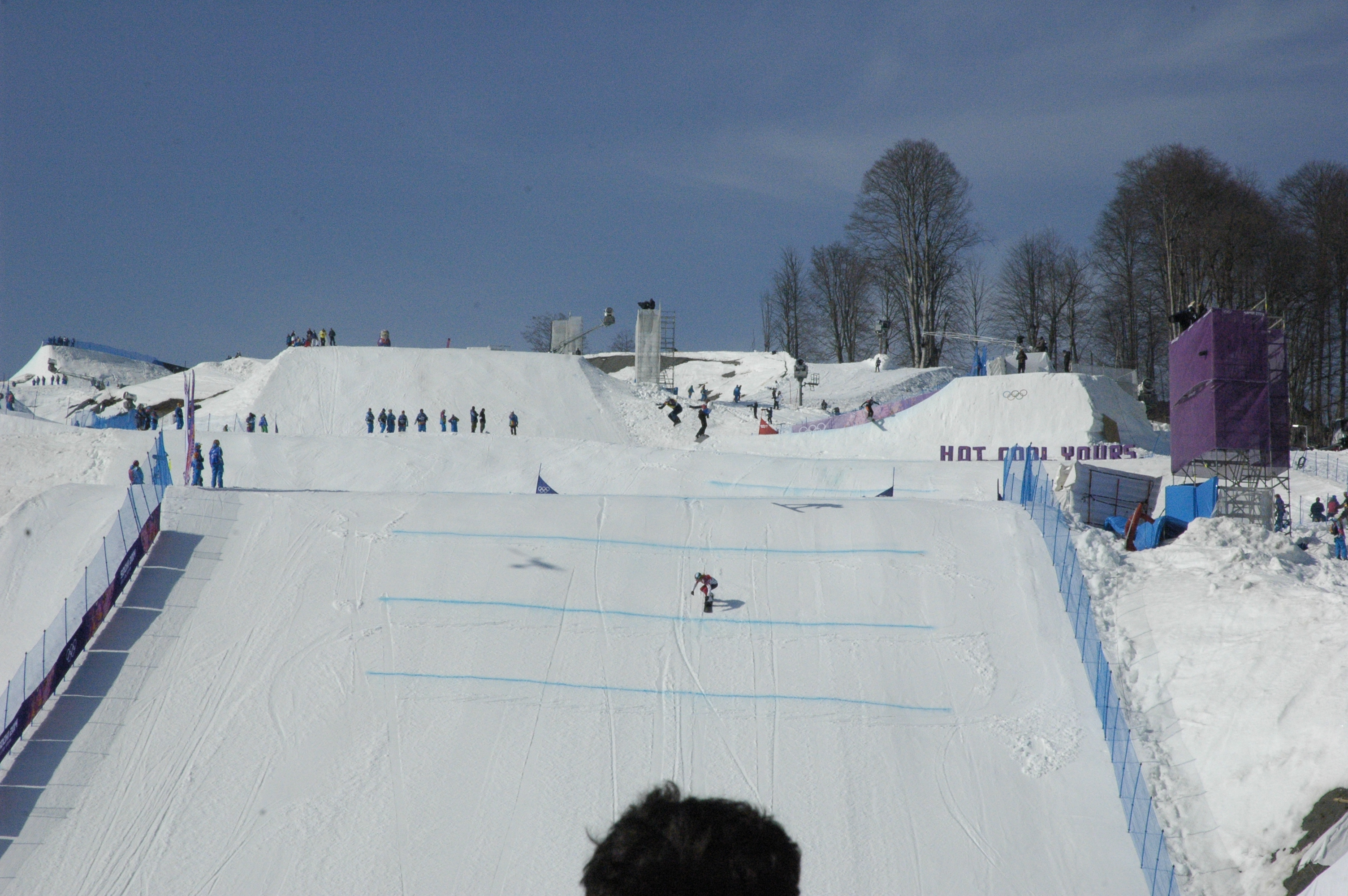
Tävlingar i snowboardcross under vinterspelen 2014.

Programmet har ändrats för varje spel då sporten varit med, enbart halfpipe har varit med sen 1998. Storslalomen byttes till parallellstorslalom till spelen 2002. Vid  olympiska vinterspelen 2014 tillkom slopestyle och parallellslalom på snowboardprogrammet och 2018 introducerades big air samtidigt som parallellslalom togs bort.
| Tävling             | 1998 | 2002 | 2006 | 2010 | 2014 | 2018 |
| ------------------- | ---- | ---- | ---- | ---- | ---- | ---- |
| Big air             |      |      |      |      |      | •    |
| Halfpipe            | •    | •    | •    | •    | •    | •    |
| Storslalom          | •    |      |      |      |      |      |
| Parallellslalom     |      |      |      |      | •    |      |
| Parallellstorslalom |      | •    | •    | •    | •    | •    |
| Snowboard cross     |      |      | •    | •    | •    | •    |
| Slopestyle          |      |      |      |      | •    | •    |

## Medaljfördelning

Halfpipe-tävling under spelen i Turin 2006.

| Pl. | Nation         | Guld | Silver | Brons | Totalt |
| --- | -------------- | ---- | ------ | ----- | ------ |
| 1   | USA            | 14   | 7      | 10    | 31     |
| 2   | Schweiz        | 8    | 2      | 3     | 13     |
| 3   | Frankrike      | 4    | 4      | 4     | 12     |
| 4   | Kanada         | 4    | 4      | 3     | 11     |
| 5   | Ryssland       | 2    | 2      | 1     | 5      |
| 6   | Österrike      | 2    | 1      | 4     | 7      |
| 7   | Tjeckien       | 2    | 0      | 1     | 3      |
| 8   | Tyskland       | 1    | 4      | 2     | 7      |
| 9   | Australien     | 1    | 2      | 1     | 4      |
| 10  | Italien        | 1    | 1      | 1     | 3      |
| 11  | Nederländerna  | 1    | 0      | 0     | 1      |
| 12  | Norge          | 0    | 3      | 1     | 4      |
| 12  | Japan          | 0    | 3      | 1     | 4      |
| 14  | Finland        | 0    | 2      | 2     | 4      |
| 15  | Slovenien      | 0    | 2      | 1     | 3      |
| 16  | Kina           | 0    | 1      | 0     | 1      |
| 16  | Slovakien      | 0    | 1      | 0     | 1      |
| 16  | Sverige        | 0    | 1      | 0     | 1      |
| 16  | Sydkorea       | 0    | 1      | 0     | 1      |
| 20  | Storbritannien | 0    | 0      | 2     | 2      |
| 21  | Nya Zeeland    | 0    | 0      | 1     | 1      |
| 21  | Spanien        | 0    | 0      | 1     | 1      |